# Sergei Fomin
Sergei Fomin (rus: Сергей Васильевич Фомин)  (Moscou, 9 de desembre de 1917 - Vladivostok, 17 d'agost de 1975) va ser un matemàtic soviètic.

## Vida i Obra
Fomin va néixer a Mosocu el desembre de 1917, cinqué fill d'un professor de medicina de la universitat de Moscou. El matemàtic Serguei Txapliguin, que era amic de la família, ja va descobrir en el nen unes habilitats matemàtiques inusuals i el 1934, amb només setze anys, ja va ser admès a la universitat de Moscou per estudiar matemàtiques. Es va graduar el 1939 i va començar immediatament el postgrau sota la supervisió d'Andrei Kolmogórov. En començar la Segona Guerra Mundial és reclutat a l'Exèrcit Roig, però és destinat a Kazan, població a la que s'havia traslladat l'Institut Steklov de Matemàtiques i el 1942, en plena guerra, defensa la seva tesi doctoral. Acabada la guerra, el 1945 va ocupar una plaça de professor a la universitat de Moscou, que va mantenir fins a la seva sobtada mort l'agost de 1975 a Vladivostok, mentre oarticipava en una universitat d'estiu.
Tot i ser membre del Partit Comunista de la Unió Soviètica, el 1968 va ser un dels signants de la coneguda com carta dels noranta-nou; una carta signada per més d'un centenar de matemàtics rellevants, en la qual es demanaven explicacions a les autoritats polítiques i sanitàries sobre l'irregular internament psiquiàtric del matemàtic dissident Iessenin-Volpin. Malgrat la repressió que va patir per aquest fet, el seu nom no va ser eliminat com editor de la prestigiosa revista Uspekhi Matematicheskikh Nauk.
Fomin va publicar un centenar de treballs científics. Els seus camps de treball més importants van ser la topologia i els sistemes dinàmics. El seu llibre de text sobre teoria de funcions i anàlisi funcional, escrit conjuntament amb Kolmogórov, és un clàssic en la matèria. A partir de 1959, també va fer recerca en el camp de la biologia matemàtica.